# Харьковский гуманитарный университет «Народная украинская академия»
Харьковский гуманитарный университет «Народная украинская академия» (укр. Харківський гуманітарний університет «Народна українська академія», сокр. ХГУ «НУА») — украинское частное высшее учебное заведение IV уровня аккредитации, расположенное в Харькове.

## История
29 мая 1991 года состоялась учредительная конференция по созданию общественной организации «Народная украинская академия». 27 июля этого же года Харьковским облисполкомом было зарегистрировано (удостоверение о регистрации Устава НУА № 13 от 27.07.1991, решением облисполкома № 188 от 27.07.1991) новое учебное заведение, разместившееся в городском Деловом и культурном центре (бывший Дом политпросвещения). 12 мая 1993 года общественная организация «Народная украинская академия» была перерегистрирована в общество с ограниченной ответственностью «Харьковский гуманитарный институт» с сохранением названия «Народная украинская академия» (распоряжение Харьковского облисполкома № 1856 от 12.05.1993, регистрационный № 03829 от 12.05.1993).

## Деятельность
Занятия во вновь образованном высшем учебном заведении начались 1 сентября 1991 года. 3 января 1992 года начали работу курсы для абитуриентов, которые впоследствии были превращены в факультет довузовской подготовки. 12 сентября 1992 года состоялось открытие Высшей гуманитарной школы НУА. В августе-сентябре 1994 года учебное учреждение переехало в прежнее помещение проектного института на улице Лермонтовский, дом 27 (где находится по настоящее время). 9 апреля 2002 года решением Государственной аккредитационной комиссии «Народная украинская академия» получила IV уровень аккредитации в полном объёме и статус университета.
Ректоры вуза:
- 1991—2011 годы — Астахова Валентина Илларионовна (доктор исторических наук, профессор).
- с 2011 года — Астахова Екатерина Викторовна[2] (доктор исторических наук, профессор).

Академические подразделения:
- Факультет «Бизнес-управление»
- Факультет «Референт-переводчик»
- Факультет «Социальный менеджмент»

- Центр довузовской подготовки
- Центр дополнительного образования
- Факультет заочно-дистанционного обучения
- Факультет последипломного образования
- Факультет дополнительных специальностей

Учебные корпуса ХГУ «НУА» размещаются в центре города Харькова. Университет имеет: библиотеку с фондом более 160 тысяч экземпляров, читальные залы и хранилище; функционирует медиатека и специализированная образовательная библиотека. Также в кампусе работают спортивные и актовые залы, медицинская служба, которая имеет современную аппаратуру и оборудование; заключен договор с городской студенческой поликлиникой, где обслуживаются преподаватели и студенты. Функционируют столовая, бар, два буфета, кафе. Введен в действие каминный зал на 60 мест для проведения мероприятий театрально-музыкальной направленности.